# Magomeni (Kinondoni)
Magomeni ist ein Bezirk (Ward) im Distrikt Kinondoni der Stadt Daressalaam in Tansania.

## Lage
Es handelt sich um einen Stadtteil der Innenstadt, welche die ehemalige Stadtgrenze darstellt.
Er liegt südlich der Morogoro Road und besteht aus fünf Stadtteilen (Mtaa):
- Suna
- Makuti A
- Makuti B
- Dossi
- Idrisa

## Bedeutung
In Magomeni befindet sich der Verwaltungssitz des Distrikts Kinondoni sowie der Sitz der Daressalam Community Bank und der CRDB-Bank.

## Bebauung
Die Bebauung unterscheidet sich von den meisten anderen Stadtteilen Dar es Salaams, hier befinden sich mehrstöckige Wohnhäuser, wobei die Bebauung der anderen Stadtteile, insbesondere die Wohnhäuser einstöckig ist.

## Verkehrsanbindung
Abgesehen von der Linie Gerezani–Muhimbali Hospitali, ist Magomeni an alle Mwendokasi-Linien sowie zahlreiche Daladala-Linien angeschlossen.